# ميخائيل ليدوفسكيخ
ميخائيل ليدوفسكيخ مواليد 8 أغسطس 1986 في ألماتي، هو لاعب كرة مضرب روسي يلعب باليد اليمنى ويحتل حالياً المرتبة رقم. 415 (سبتمبر 29, 2014) في تصنيف رابطة محترفي كرة المضرب. أعلى تصنيف له في الفردي كان المركز الـ 151 في سنة 2008.

## روابط خارجية
- ميخائيل ليدوفسكيخ على موقع رابطة محترفي التنس (الإنجليزية)
- ميخائيل ليدوفسكيخ على موقع الاتحاد الدولي لكرة المضرب (الإنجليزية)
- ميخائيل ليدوفسكيخ على موقع خلاصة التنس.كوم (الإنجليزية)
- ميخائيل ليدوفسكيخ على موقع إي إس بي إن.كوم (الإنجليزية)